# Comuna de Deszczno
Deszczno (polaco: Gmina Deszczno) é uma gminy (comuna) na Polónia, na voivodia da Lubúsquia e no condado de Gorzowski. A sede do condado é a cidade de Deszczno.
De acordo com os censos de 2004, a comuna tem 7299 habitantes, com uma densidade 43,4 hab/km².

## Área
Estende-se por uma área de 168,35 km², incluindo:
- área agricola: 50%
- área florestal: 40%

## Demografia
Dados de 30 de Junho 2004:
|                      | Total   | Total | Mulheres | Mulheres | Homens  | Homens |
| -------------------- | ------- | ----- | -------- | -------- | ------- | ------ |
|                      | pessoas | %     | pessoas  | %        | pessoas | %      |
| População            | 7299    | 100   | 3664     | 50,2     | 3635    | 49,8   |
| Densidade (pop./km²) | 43,4    | 100   | 21,8     | 21,8     | 21,6    | 21,6   |

De acordo com dados de 2002, o rendimento médio per capita ascendia a 1300,2 zł.

## Subdivisões
- Białobłocie, Bolemin, Borek, Brzozowiec, Ciecierzyce, Deszczno, Dziersławice, Dzierżów, Glinik, Karnin, Kiełpin, Koszęcin, Krasowiec, Łagodzin, Maszewo, Niwica, Orzelec, Osiedle Poznańskie, Płonica, Prądocin, Ulim.

## Comunas vizinhas
- Bledzew, Bogdaniec, Gorzów Wielkopolski, Krzeszyce, Lubniewice, Santok, Skwierzyna